# Ján Borodáč
Národní umělec Ján Borodáč, pseudonymy Ján Debnár, Janko Bystrý (18. června 1892 Prešov – 18. února 1964 Bratislava) byl slovenský herec, dramatik, překladatel, publicista, divadelní režisér a pedagog, který se stal zakladatelem a tvůrcem slovenského profesionálního divadla.

## Život

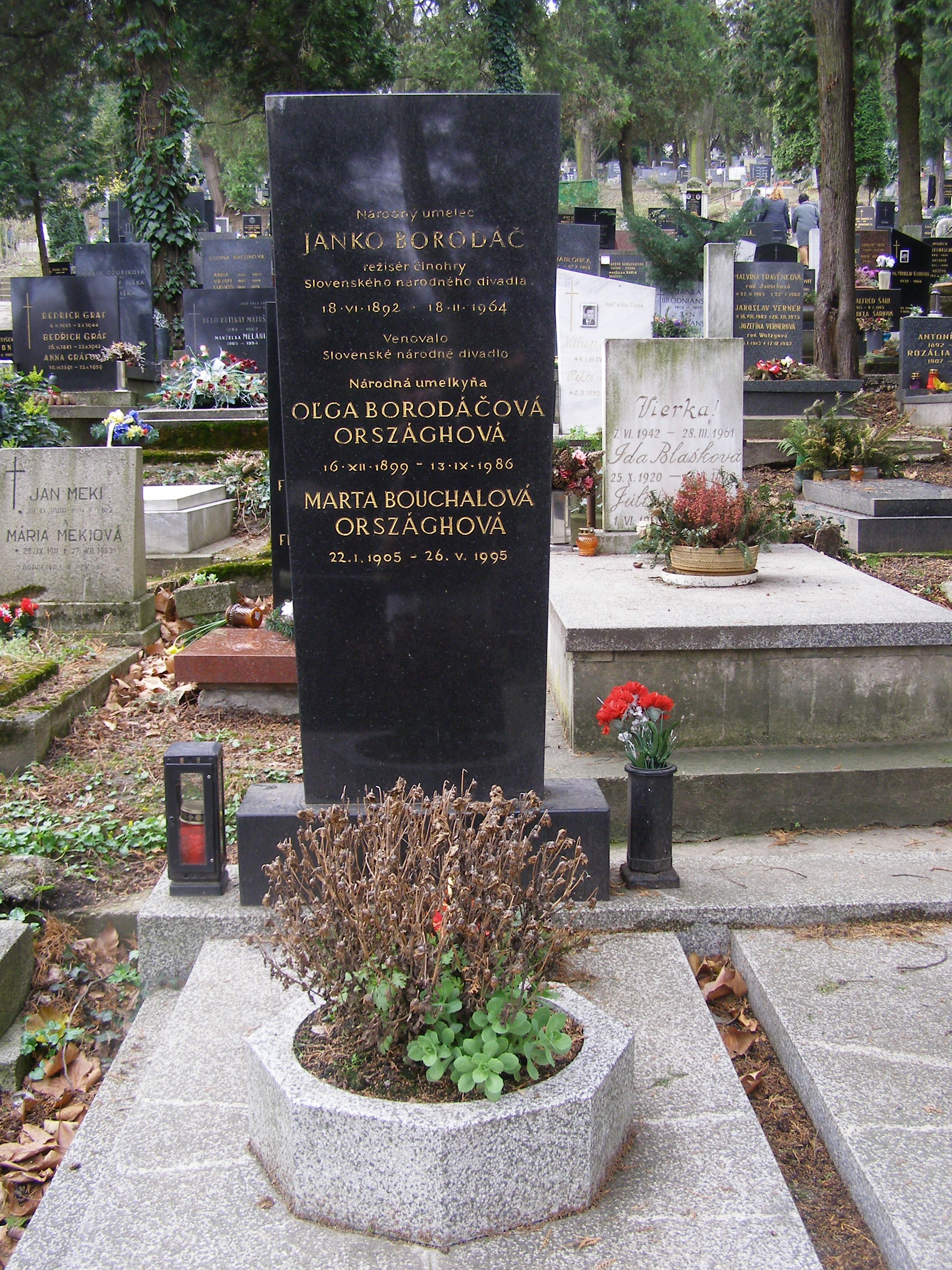
hrob Jána Borodáče na hřbitově ve Slavičím údolí

Vystudoval učitelský ústav a dva roky pak působil jako učitel na východním Slovensku (Pstrina, Kvačany). V roce 1913 však musel narukovat a jako voják byl po vypuknutí první světové války odvelen na ruskou frontu. Zde byl zraněn a upadl do ruského zajetí, kde se naučil rusky, seznámil se s ruskou literaturou a zapojil se do ochotnické divadelní činnosti.
V roce 1918 se vrátil na Slovensko, kde začal opět učit a organizovat ochotnická divadelní představení. Práce v divadle se mu natolik zalíbila, že v roce 1919 odjel do Prahy, kde vůbec jako první Slovák začal studovat herectví na Pražské konzervatoři. Studium ukončil v roce 1921.
V sezóně 1921/1922 hrál v Propagačním souboru Slovenského národního divadla zvaném Marška (z německého slova Marschkompanie). Zde se setkal se svojí budoucí manželkou herečkou Olgou Országhovou a herci Jozefem Kellem, Andrejem Bagarem a Gašparem Arbétem. Šlo o vůbec první slovenské profesionální herce. Marška prováděla zájezdovou činnost po Slovensku se záměrem propagovat vznik slovenského profesionálního divadla. Soubor se však po jedné sezóně rozpadl.
V roce 1922 odejel Borodáč učit do Sabinova, kde se později i oženil a se svojí manželkou Olgou začal hrát v ochotnickém kroužku. O dva roky později, v roce 1924, se Slovenské národní divadlo rozhodlo angažovat manžele Borodáčovy. On sám pak začal vyučovat hereckou techniku na dramatickém oddělení Hudební a dramatické akademie, začal též se svými prvními režijními pracemi. V roce 1929 se stal dramaturgem a uměleckým šéfem Činohry Slovenského národního divadla.
V roce 1932 se činoherní soubor rozdělil na slovenskou a českou činohru. Vedoucím slovenské činohry se stal právě Ján Borodáč. V době Slovenského státu přešlo Slovenské národní divadlo z rukou soukromé společnosti pod správu vládního komisaře. I on sám byl tehdy pod vlivem dobových nacionalistických nálad, což dosvědčují jeho dramatické prvotiny – Chlapci na stráži a Juro Jánošik i poměrně nešťastné úpravy slovenských klasických divadelních her, např. Chalupkovo Kocúrkovo alebo Len aby sme v hanbe neostali a Palárikových Inkognita a Drotára, jež vyzněly jako agitka válečného Slovenského státu.
Po druhé světové válce byl pověřen obnovou Východoslovenského národního divadla (dnes Štátne divadlo) v Košicích. Spolu s manželkou zde působil až do roku 1953 a využil svoje praktické zkušenosti, které nabyl při budování Slovenského národního divadla v Bratislavě. Taktéž změnil svoji divadelní rétoriku a vrhl se na socialistický realismus. Po návratu do Bratislavy opět pracoval jako režisér ve Slovenském národním divadle a jako pedagog na Vysoké škole múzických umění, kde učil herectví a režii. V Bratislavě pracoval a pobýval až do své smrti v roce 1964.

## Dílo
Jako herec vytvořil v letech 1921 a 1948 na jevištích Slovenského národního divadla a Východoslovenského národního divadla téměř sto postav. Jeho význam však spočívá v tom, že organizoval slovenský divadelní život a významnou mírou se zasloužil o vybudování slovenského profesionálního divadelnictví. Jako režisér sledoval zejména národně-buditelské cíle. Slovenské národní divadlo hrávalo také v odnárodněných a pomaďarštěných městech, kde se snažilo získat diváky pro nové slovenské divadlo.
Ve 20. a 30. letech patřily k jeho nejvydařenějším inscenacím Tajovského hry Statky – zmätky a Ženský zákon, Palárikovo Zmierenie alebo Dobrodružstvo pri obžinkoch a Hviezdoslavova drama Herodes a Herodias. Zasloužil se o rozkvět dramatické tvorby Ivana Stodoly, uváděl také divadelní hry Jána Chalupky, Ladislava Nádaši-Jégého, Vladimíra Hurbana Vladimírova a jiných.
Hry inscenoval velmi realisticky, někdy až popisně. Pod vlivem Stanislavského a moskevského MCHATu se postupně dopracoval až k psychologickému realizmu. Komedie mu byly bližší než tragédie. Také z děl ruských a sovětských autorů si vybíral hlavně veselohry, ale inscenoval i tragédie. Mezi jeho nejlepší poválečné inscenace patří Čechovovy Tři sestry inscenované v Košicích. Ze začátku úroveň jeho inscenací často kolísala, protože musel tvořit velice rychle a na umění mu nezůstával čas.
Kromě toho také psal různé studie o divadle a překládal divadelní hry z ruštiny. Za svoji dlouholetou práci ve slovenské divadelnictví byl oceněn několika cenami a tituly (Státní cena – 1952, národní umělec – 1955, Řád práce – 1960 a Řád republiky – 1962).